# Marius Lăcătuș
Marius Mihai Lăcătuș (Brașov, 5 aprile 1964) è un allenatore di calcio, dirigente sportivo ed ex calciatore rumeno, di ruolo attaccante.

## Carriera

### Giocatore

#### Club
Cresce calcisticamente nelle giovanili del Brașov, con cui debutta nella Divizia A (com'era all'epoca chiamata la Liga 1) nel 1981. Due anni dopo è acquistato dalla Steaua, inserito da Emerich Jenei nel gruppo di giovani chiamati a risollevare il club rossoblù dalla crisi in cui versa nei primi anni 1980. Divenuto subito un titolare inamovibile, Lăcătuș guadagna la convocazione in nazionale nel 1984 e l'anno dopo contribuisce alla conquista del titolo. Nel 1986 vince la Coppa dei Campioni e la Supercoppa Europea. Negli anni seguenti con la Steaua porta a 5 i titoli rumeni conquistati e a 4 le coppe nazionali.
Nella stessa estate passa alla Fiorentina di Mario Cecchi Gori, acquistato per 3 miliardi di lire. Nel 1991 viene ceduto al Real Oviedo, poi nel 1993 torna in patria, nella Steaua, dove per sette stagioni è capitano e per la quale vince altri 5 campionati e 3 coppe nazionali. Dopo la parentesi del 1999-2000 nel Național Bucarest, decide di ritirarsi.

#### Nazionale

Lăcătuș (in primo piano) con la nazionale rumena al

Partecipa ai Mondiali di Italia '90 con la Nazionale rumena, che viene eliminata dall'Irlanda agli ottavi. Nella stessa competizione segna una doppietta nella prima sfida ai gironi della sua squadra che si conclude con la vittoria per 2-0 contro l'URSS.
Partecipa anche al campionato d'Europa 1996, dove gioca 2 delle 3 sfide della nazionale rumena eliminata al primo turno, uscendo ventinovesimo minuto per infortunio nella seconda sfida contro la Bulgaria. Partecipò anche a un'amichevole che l'Europa giocò contro il Resto del mondo nel 1997.

### Allenatore
Dopo il ritiro, Lăcătuș resta al Național come assistente dell'allenatore. Ricevuto il patentino di allenatore, guida alcune squadre locali, salvo una breve parentesi nel 2003 come assistente dell'ex compagno di squadra nella Steaua campione d'Europa Anghel Iordănescu, all'epoca commissario tecnico della nazionale rumena. Nel 2005 il presidente della Steaua George Becali gli affida la dirigenza del club, ma Lăcătuș preferisce il terreno di gioco agli uffici. Si dimette a breve dall'incarico e torna in panchina, guidando, nel 2006, l'UTA Arad. Nel novembre 2007 rimpiazza Massimo Pedrazzini sulla panchina della Steaua Bucarest. Pedrazzini diventa il suo vice. Nell'ottobre del 2008, dopo la sconfitta in Champions League per 3-5 contro il Lione, Lăcătuș rassegna le sue dimissioni abbandonando la guida tecnica della formazione.
Nella stagione 2009-2010 è allenatore del Vaslui, ma dopo la finale di Coppa di Romania contro il Cluj, persa 5-4 ai tiri di rigore, Lacatus decide di abbandonare la guida della formazione, nonostante il terzo posto in campionato. Il 27 settembre 2010, dopo circa tre anni dalla sua ultima apparizione sulla panchina dello Steaua Bucarest, torna alla guida della formazione della capitale rumena a seguito delle dimissioni di Ilie Dumitrescu. Il 7 marzo 2011, dopo la sconfitta interna per 3-0 a opera del Brașov, si dimette dall'incarico.

## Statistiche

### Cronologia presenze e reti in nazionale
| Cronologia completa delle presenze e delle reti in nazionale ― Romania | Cronologia completa delle presenze e delle reti in nazionale ― Romania | Cronologia completa delle presenze e delle reti in nazionale ― Romania | Cronologia completa delle presenze e delle reti in nazionale ― Romania | Cronologia completa delle presenze e delle reti in nazionale ― Romania | Cronologia completa delle presenze e delle reti in nazionale ― Romania | Cronologia completa delle presenze e delle reti in nazionale ― Romania | Cronologia completa delle presenze e delle reti in nazionale ― Romania |
| Data                                                                   | Città                                                                  | In casa                                                                | Risultato                                                              | Ospiti                                                                 | Competizione                                                           | Reti                                                                   | Note                                                                   |
| ---------------------------------------------------------------------- | ---------------------------------------------------------------------- | ---------------------------------------------------------------------- | ---------------------------------------------------------------------- | ---------------------------------------------------------------------- | ---------------------------------------------------------------------- | ---------------------------------------------------------------------- | ---------------------------------------------------------------------- |
| 22-1-1984                                                              | Guayaquil                                                              | Ecuador                                                                | 1 – 3                                                                  | Romania                                                                | Amichevole                                                             | -                                                                      | 65’                                                                    |
| 7-2-1984                                                               | Algeri                                                                 | Algeria                                                                | 1 – 1                                                                  | Romania                                                                | Amichevole                                                             | -                                                                      | 81’                                                                    |
| 11-4-1984                                                              | Oradea                                                                 | Romania                                                                | 0 – 0                                                                  | Israele                                                                | Amichevole                                                             | -                                                                      | 67’                                                                    |
| 29-7-1984                                                              | Iaşi                                                                   | Romania                                                                | 4 – 2                                                                  | Cina                                                                   | Amichevole                                                             | -                                                                      | 51’                                                                    |
| 31-7-1984                                                              | Buzău                                                                  | Romania                                                                | 1 – 0                                                                  | Cina                                                                   | Amichevole                                                             | -                                                                      | 46’                                                                    |
| 21-11-1984                                                             | Petah Tikva                                                            | Israele                                                                | 1 – 1                                                                  | Romania                                                                | Amichevole                                                             | 1                                                                      | 46’                                                                    |
| 5-12-1984                                                              | Amarousio                                                              | Grecia                                                                 | 2 – 1                                                                  | Romania                                                                | Amichevole                                                             | -                                                                      | 46’                                                                    |
| 30-1-1985                                                              | Lisbona                                                                | Portogallo                                                             | 2 – 3                                                                  | Romania                                                                | Amichevole                                                             | 2                                                                      | 53’                                                                    |
| 27-3-1985                                                              | Sibiu                                                                  | Romania                                                                | 0 – 0                                                                  | Polonia                                                                | Amichevole                                                             | -                                                                      | 70’                                                                    |
| 3-4-1985                                                               | Craiova                                                                | Romania                                                                | 3 – 0                                                                  | Turchia                                                                | Qual. Mondiali 1986                                                    | -                                                                      | 58’                                                                    |
| 1-5-1985                                                               | Bucarest                                                               | Romania                                                                | 0 – 0                                                                  | Inghilterra                                                            | Qual. Mondiali 1986                                                    | -                                                                      | 78’                                                                    |
| 6-6-1985                                                               | Helsinki                                                               | Finlandia                                                              | 1 – 1                                                                  | Romania                                                                | Qual. Mondiali 1986                                                    | 1                                                                      | 67’                                                                    |
| 4-6-1986                                                               | Bucarest                                                               | Romania                                                                | 3 – 1                                                                  | Norvegia                                                               | Amichevole                                                             | -                                                                      | Ammonizione                                                            |
| 20-8-1986                                                              | Oslo                                                                   | Norvegia                                                               | 2 – 2                                                                  | Romania                                                                | Amichevole                                                             | -                                                                      | 46’                                                                    |
| 10-9-1986                                                              | Bucarest                                                               | Romania                                                                | 4 – 0                                                                  | Austria                                                                | Amichevole                                                             | 1                                                                      | 46’                                                                    |
| 12-11-1986                                                             | Siviglia                                                               | Spagna                                                                 | 1 – 0                                                                  | Romania                                                                | Qual. Euro 1988                                                        | -                                                                      |                                                                        |
| 4-3-1987                                                               | Ankara                                                                 | Turchia                                                                | 1 – 3                                                                  | Romania                                                                | Amichevole                                                             | -                                                                      |                                                                        |
| 11-3-1987                                                              | Atene                                                                  | Grecia                                                                 | 1 – 1                                                                  | Romania                                                                | Amichevole                                                             | -                                                                      | 70’                                                                    |
| 25-3-1987                                                              | Bucarest                                                               | Romania                                                                | 5 – 1                                                                  | Albania                                                                | Qual. Euro 1988                                                        | -                                                                      |                                                                        |
| 29-4-1987                                                              | Bucarest                                                               | Romania                                                                | 3 – 1                                                                  | Spagna                                                                 | Qual. Euro 1988                                                        | -                                                                      |                                                                        |
| 2-9-1987                                                               | Bydgoszcz                                                              | Polonia                                                                | 3 – 1                                                                  | Romania                                                                | Amichevole                                                             | -                                                                      |                                                                        |
| 7-10-1987                                                              | Bucarest                                                               | Romania                                                                | 2 – 2                                                                  | Grecia                                                                 | Amichevole                                                             | -                                                                      |                                                                        |
| 28-10-1987                                                             | Valona                                                                 | Albania                                                                | 0 – 1                                                                  | Romania                                                                | Qual. Euro 1988                                                        | -                                                                      | 88’                                                                    |
| 18-11-1987                                                             | Vienna                                                                 | Austria                                                                | 0 – 0                                                                  | Romania                                                                | Qual. Euro 1988                                                        | -                                                                      | 31’                                                                    |
| 1-6-1988                                                               | Amsterdam                                                              | Paesi Bassi                                                            | 2 – 0                                                                  | Romania                                                                | Amichevole                                                             | -                                                                      |                                                                        |
| 20-9-1988                                                              | Costanza                                                               | Romania                                                                | 3 – 0                                                                  | Albania                                                                | Amichevole                                                             | -                                                                      |                                                                        |
| 19-10-1988                                                             | Sofia                                                                  | Bulgaria                                                               | 1 – 3                                                                  | Romania                                                                | Qual. Mondiali 1990                                                    | -                                                                      | 56’                                                                    |
| 2-11-1988                                                              | Bucarest                                                               | Romania                                                                | 3 – 0                                                                  | Grecia                                                                 | Qual. Mondiali 1990                                                    | -                                                                      | 78’                                                                    |
| 29-3-1989                                                              | Sibiu                                                                  | Romania                                                                | 1 – 0                                                                  | Italia                                                                 | Amichevole                                                             | -                                                                      |                                                                        |
| 17-5-1989                                                              | Bucarest                                                               | Romania                                                                | 1 – 0                                                                  | Bulgaria                                                               | Qual. Mondiali 1990                                                    | -                                                                      | 44’                                                                    |
| 31-8-1989                                                              | Setúbal                                                                | Portogallo                                                             | 0 – 0                                                                  | Romania                                                                | Amichevole                                                             | -                                                                      |                                                                        |
| 5-9-1989                                                               | Nitra                                                                  | Cecoslovacchia                                                         | 2 – 0                                                                  | Romania                                                                | Amichevole                                                             | -                                                                      |                                                                        |
| 15-11-1989                                                             | Bucarest                                                               | Romania                                                                | 3 – 1                                                                  | Danimarca                                                              | Qual. Mondiali 1990                                                    | -                                                                      | 76’                                                                    |
| 4-2-1990                                                               | Algeri                                                                 | Algeria                                                                | 0 – 0                                                                  | Romania                                                                | Amichevole                                                             | -                                                                      |                                                                        |
| 28-3-1990                                                              | Il Cairo                                                               | Egitto                                                                 | 1 – 3                                                                  | Romania                                                                | Amichevole                                                             | -                                                                      |                                                                        |
| 3-4-1990                                                               | Losanna                                                                | Svizzera                                                               | 2 – 1                                                                  | Romania                                                                | Amichevole                                                             | -                                                                      | 70’                                                                    |
| 25-4-1990                                                              | Haifa                                                                  | Israele                                                                | 1 – 4                                                                  | Romania                                                                | Amichevole                                                             | -                                                                      |                                                                        |
| 21-5-1990                                                              | Bucarest                                                               | Romania                                                                | 1 – 0                                                                  | Egitto                                                                 | Amichevole                                                             | -                                                                      |                                                                        |
| 26-5-1990                                                              | Bruxelles                                                              | Belgio                                                                 | 2 – 2                                                                  | Romania                                                                | Amichevole                                                             | 1                                                                      | 88’                                                                    |
| 9-6-1990                                                               | Bari                                                                   | Romania                                                                | 2 – 0                                                                  | Unione Sovietica                                                       | Mondiali 1990 - 1º turno                                               | 2                                                                      | 43’ 87’                                                                |
| 14-6-1990                                                              | Bari                                                                   | Camerun                                                                | 2 – 1                                                                  | Romania                                                                | Mondiali 1990 - 1º turno                                               | -                                                                      |                                                                        |
| 18-6-1990                                                              | Napoli                                                                 | Argentina                                                              | 1 – 1                                                                  | Romania                                                                | Mondiali 1990 - 1º turno                                               | -                                                                      | 4’                                                                     |
| 29-8-1990                                                              | Mosca                                                                  | Unione Sovietica                                                       | 1 – 2                                                                  | Romania                                                                | Amichevole                                                             | 1                                                                      | Ammonizione                                                            |
| 12-9-1990                                                              | Glasgow                                                                | Scozia                                                                 | 2 – 1                                                                  | Romania                                                                | Qual. Euro 1992                                                        | -                                                                      |                                                                        |
| 26-9-1990                                                              | Bucarest                                                               | Romania                                                                | 2 – 1                                                                  | Polonia                                                                | Amichevole                                                             | -                                                                      | Ammonizione                                                            |
| 17-10-1990                                                             | Bucarest                                                               | Romania                                                                | 0 – 3                                                                  | Bulgaria                                                               | Qual. Euro 1992                                                        | -                                                                      |                                                                        |
| 5-12-1990                                                              | Bucarest                                                               | Romania                                                                | 6 – 0                                                                  | San Marino                                                             | Qual. Euro 1992                                                        | -                                                                      | cap.                                                                   |
| 27-3-1991                                                              | Serravalle                                                             | San Marino                                                             | 1 – 3                                                                  | Romania                                                                | Qual. Euro 1992                                                        | -                                                                      | cap.                                                                   |
| 3-4-1991                                                               | Neuchâtel                                                              | Svizzera                                                               | 0 – 0                                                                  | Romania                                                                | Qual. Euro 1992                                                        | -                                                                      | cap. 82’                                                               |
| 28-8-1991                                                              | Brașov                                                                 | Romania                                                                | 0 – 2                                                                  | Stati Uniti                                                            | Amichevole                                                             | -                                                                      | cap.                                                                   |
| 16-10-1991                                                             | Bucarest                                                               | Romania                                                                | 1 – 0                                                                  | Scozia                                                                 | Qual. Euro 1992                                                        | -                                                                      |                                                                        |
| 13-11-1991                                                             | Bucarest                                                               | Romania                                                                | 1 – 0                                                                  | Svizzera                                                               | Qual. Euro 1992                                                        | -                                                                      | 12’                                                                    |
| 20-11-1991                                                             | Sofia                                                                  | Bulgaria                                                               | 1 – 1                                                                  | Romania                                                                | Qual. Euro 1992                                                        | -                                                                      | 61’                                                                    |
| 8-4-1992                                                               | Bucarest                                                               | Romania                                                                | 2 – 0                                                                  | Lettonia                                                               | Amichevole                                                             | -                                                                      | cap.                                                                   |
| 6-5-1992                                                               | Bucarest                                                               | Romania                                                                | 7 – 0                                                                  | Fær Øer                                                                | Qual. Mondiali 1994                                                    | 1                                                                      | 63’                                                                    |
| 20-5-1992                                                              | Bucarest                                                               | Romania                                                                | 5 – 1                                                                  | Galles                                                                 | Qual. Mondiali 1994                                                    | -                                                                      |                                                                        |
| 14-10-1992                                                             | Bruxelles                                                              | Belgio                                                                 | 1 – 0                                                                  | Romania                                                                | Qual. Mondiali 1994                                                    | -                                                                      |                                                                        |
| 14-11-1992                                                             | Bucarest                                                               | Romania                                                                | 1 – 1                                                                  | Cecoslovacchia                                                         | Qual. Mondiali 1994                                                    | -                                                                      |                                                                        |
| 29-11-1992                                                             | Larnaca                                                                | Cipro                                                                  | 1 – 4                                                                  | Romania                                                                | Qual. Mondiali 1994                                                    | -                                                                      |                                                                        |
| 14-4-1993                                                              | Bucarest                                                               | Romania                                                                | 2 – 1                                                                  | Cipro                                                                  | Qual. Mondiali 1994                                                    | -                                                                      | 78’                                                                    |
| 2-6-1993                                                               | Košice                                                                 | Cecoslovacchia                                                         | 5 – 2                                                                  | Romania                                                                | Qual. Mondiali 1994                                                    | -                                                                      | 60’                                                                    |
| 7-9-1994                                                               | Bucarest                                                               | Romania                                                                | 3 – 0                                                                  | Azerbaigian                                                            | Qual. Euro 1996                                                        | -                                                                      |                                                                        |
| 8-10-1994                                                              | Saint-Étienne                                                          | Francia                                                                | 0 – 0                                                                  | Romania                                                                | Qual. Euro 1996                                                        | -                                                                      | 71’                                                                    |
| 12-10-1994                                                             | Londra                                                                 | Inghilterra                                                            | 1 – 1                                                                  | Romania                                                                | Amichevole                                                             | -                                                                      | 81’                                                                    |
| 12-11-1994                                                             | Bucarest                                                               | Romania                                                                | 3 – 2                                                                  | Slovacchia                                                             | Qual. Euro 1996                                                        | -                                                                      | 75’                                                                    |
| 14-12-1994                                                             | Tel Aviv                                                               | Israele                                                                | 1 – 1                                                                  | Romania                                                                | Qual. Euro 1996                                                        | 1                                                                      |                                                                        |
| 8-2-1995                                                               | Kalamata                                                               | Grecia                                                                 | 1 – 0                                                                  | Romania                                                                | Amichevole                                                             | -                                                                      | cap. 46’                                                               |
| 15-2-1995                                                              | Smirne                                                                 | Turchia                                                                | 1 – 1                                                                  | Romania                                                                | Amichevole                                                             | -                                                                      | cap. 76’                                                               |
| 29-3-1995                                                              | Bucarest                                                               | Romania                                                                | 2 – 1                                                                  | Polonia                                                                | Qual. Euro 1996                                                        | -                                                                      | 46’                                                                    |
| 26-4-1995                                                              | Trebisonda                                                             | Azerbaigian                                                            | 1 – 4                                                                  | Romania                                                                | Qual. Euro 1996                                                        | -                                                                      | 69’                                                                    |
| 7-6-1995                                                               | Bucarest                                                               | Romania                                                                | 2 – 1                                                                  | Israele                                                                | Qual. Euro 1996                                                        | 1                                                                      | cap.                                                                   |
| 6-9-1995                                                               | Zabrze                                                                 | Polonia                                                                | 0 – 0                                                                  | Romania                                                                | Qual. Euro 1996                                                        | -                                                                      | 25’ 84’                                                                |
| 11-10-1995                                                             | Bucarest                                                               | Romania                                                                | 1 – 3                                                                  | Francia                                                                | Qual. Euro 1996                                                        | 1                                                                      |                                                                        |
| 15-11-1995                                                             | Košice                                                                 | Slovacchia                                                             | 0 – 2                                                                  | Romania                                                                | Qual. Euro 1996                                                        | -                                                                      | 74’                                                                    |
| 27-3-1996                                                              | Belgrado                                                               | Jugoslavia                                                             | 1 – 0                                                                  | Romania                                                                | Amichevole                                                             | -                                                                      | 64’                                                                    |
| 24-4-1996                                                              | Bucarest                                                               | Romania                                                                | 5 – 0                                                                  | Georgia                                                                | Amichevole                                                             | 1                                                                      | 51’                                                                    |
| 1-6-1996                                                               | Bucarest                                                               | Romania                                                                | 3 – 1                                                                  | Moldavia                                                               | Amichevole                                                             | -                                                                      | 54’                                                                    |
| 10-6-1996                                                              | Newcastle-upon-Tyne                                                    | Romania                                                                | 0 – 1                                                                  | Francia                                                                | Euro 1996 - 1º turno                                                   | -                                                                      | 56’                                                                    |
| 13-6-1996                                                              | Newcastle-upon-Tyne                                                    | Bulgaria                                                               | 1 – 0                                                                  | Romania                                                                | Euro 1996 - 1º turno                                                   | -                                                                      | 29’                                                                    |
| 11-10-1997                                                             | Dublino                                                                | Irlanda                                                                | 1 – 1                                                                  | Romania                                                                | Qual. Mondiali 1998                                                    | -                                                                      | 76’                                                                    |
| 19-11-1997                                                             | Palma di Maiorca                                                       | Spagna                                                                 | 1 – 1                                                                  | Romania                                                                | Amichevole                                                             | -                                                                      | 62’                                                                    |
| 19-2-1998                                                              | Mendoza                                                                | Argentina                                                              | 2 – 1                                                                  | Romania                                                                | Amichevole                                                             | -                                                                      | 58’                                                                    |
| 18-3-1998                                                              | Bucarest                                                               | Romania                                                                | 0 – 1                                                                  | Israele                                                                | Amichevole                                                             | -                                                                      | 46’                                                                    |
| 3-6-1998                                                               | Bucarest                                                               | Romania                                                                | 3 – 2                                                                  | Paraguay                                                               | Amichevole                                                             | -                                                                      | 60’                                                                    |
| 22-6-1998                                                              | Tolosa                                                                 | Romania                                                                | 2 – 1                                                                  | Inghilterra                                                            | Mondiali 1998 - 1º turno                                               | -                                                                      | 84’                                                                    |
| 26-6-1998                                                              | Saint-Denis                                                            | Tunisia                                                                | 1 – 1                                                                  | Romania                                                                | Mondiali 1998 - 1º turno                                               | -                                                                      | 46’                                                                    |
| Totale                                                                 |                                                                        | Presenze (9º posto)                                                    | 86                                                                     |                                                                        | Reti                                                                   | 14                                                                     |                                                                        |

## Palmarès

### Giocatore

#### Competizioni nazionali
- Campionato rumeno: 10

Steaua Bucarest: 1984-1985, 1985-1986, 1986-1987, 1987-1988, 1988-1989, 1993-1994, 1994-1995, 1995-1996, 1996-1997, 1997-1998
- Coppa di Romania: 7

Steaua Bucarest: 1984-1985, 1986-1987, 1987-1988, 1988-1989, 1995-1996, 1996-1997, 1998-1999
- Supercoppa di Romania: 3

Steaua Bucarest: 1994, 1995, 1998

#### Competizioni internazionali
- Coppa dei Campioni: 1

Steaua Bucarest: 1985-1986
- Supercoppa UEFA: 1

Steaua Bucarest: 1986